# Alain Gaspoz
Alain Gaspoz (Versegères, 16 de maio de 1970) é um ex-futebolista suíço-beninense que atuava como defensor.

## Carreira
Alain Gaspoz representou o elenco da Seleção Beninense de Futebol no Campeonato Africano das Nações de 2008.